# داوتن استوردی
داوتن استوردی (انگلیسی: Doveton Sturdee; ۹ ژوئن ۱۸۵۹ – ۷ مهٔ ۱۹۲۵) افسر نیروی دریایی پادشاهی بریتانیا بود. پس از آموزش به عنوان افسر اژدر، او فرماندهی دو رزم‌ناو مختلف و سپس سه رزم‌ناو مختلف را بر عهده داشت و سپس فرمانده اسکادران اول نبرد ناوگان داخلی شد. او به فرماندهی اسکادران سوم رزم‌ناو و سپس اسکادران دوم رزم‌ناو رسید.
درست قبل از شروع جنگ جهانی اول، استوردی رئیس ستاد جنگ در دریاسالاری شد. در نوامبر ۱۹۱۴، نیروی دریایی سلطنتی در نبرد کورونل شکست سختی خورد. در پاسخ، استوردی که اخیراً از شغل خود در دریاسالاری اخراج شده بود، به اقیانوس اطلس جنوبی فرستاده شد تا اسکادران آلمانی به فرماندهی گراف ماکسیمیلیان فون اشپی را که باعث خسارت در کورونل شده بود، پیدا کند. در ۸ دسامبر ۱۹۱۴، هنگام جمع‌آوری زغال سنگ در استنلی، استوردی با فون اشپی روبرو شد و این اقدام بعدی به عنوان نبرد جزایر فالکلند شناخته شد. فون اشپی، که متوجه شد با نیروی برتر درگیر است، مجبور به فرار شد.  در جریان تعقیب و گریز، نیروهای استوردی تقریباً تمام اسکادران آلمانی را غرق کردند. تنها یک رزم‌ناو سبک توانست فرار کند، اما آن هم در مارس ۱۹۱۵ شکار شد.
در سال‌های پایانی جنگ، استوردی به عنوان فرمانده اسکادران چهارم جنگی در ناوگان بزرگ و سپس به عنوان فرمانده کل قوا، نور، خدمت کرد.